# Googlov samovozeči avtomobil
 Googlov samovozeči avto  je različica avtonomnega vozila, ki ga je razvil Google X v okviru svojega projekta za razvoj tehnologij za uporabo predvsem v električnih vozilih. Programska oprema nameščena v Googlovih avtomobilih se imenuje "Google voznik".  Napisi na straneh avtomobila označujejo, da gre za "samostojno vožnjo avtomobila". Projekt je pričel Sebastian Thrun, nekdanji direktor laboratorija za umetno inteligenco v Stanfordu in eden od soizumiteljev Google Street Viewa. Thrunova ekipa je ustvarila robotsko vozilo Stanley, ki je zmagalo leta 2005 na tekmovanju DARPA Grand Challenge in prejela nagrado v višini 2 milijona dolarjev od Ameriškega ministrstva za obrambo. Skupino, ki  razvija sistem, sestavljala 15 Googlovih inženirjev, med njimi Chris Urmson, Mike Montemerlo in Anthony Levandowski, ki so sodelovali tudi na tekmovanjih DARPA Grand and Urban Challenges.
Zakonodaja, ki dopušča vožnjo vozil brez voznika, je bila sprejeta v štirih ameriških zveznih državah, vključno z Washingtonom.

## Tehnologija
Projektna skupina je opremila več različnih modelov avtomobilov z opremo za samostojno vožnjo, znamke vozil Toyota Prius, Audi TT in Lexus RX450h,  Google je razvil tudi svoje lastno vozilo, ki je sestavljeno v Roush podjetju in uporablja opremo blagovnih znamk Bosch, ZF Lenksysteme, LG, in Continental.
Googlovi robotski avtomobili imajo za približno 150.000 dolarjev vgrajene opreme, vključno z  70.000 dolarji vreden LIDAR sistem.Daljinomer nameščen na vrhu je VELODYNE laser z 64 žarki. Ta laser omogoča vozilu ustvarjanje podrobnega 3D zemljevida okolice. Avto uporablja te generirane zemljevide in jih združuje z dostopnimi zemljevidi visoke ločljivost, ter proizvaja različne vrste podatkovnih modelov, ki omogočajo, da se vozilo samostojno premika v prostoru. 